# Borohus
Borohus är ett husföretag och en av Sveriges äldsta hustillverkare med anor från tidiga 1900-talet. Hustillverkningen startades av familjen som bodde på gården Trishult utanför Landsbro i Vetlanda kommun i Småland i Landsbro Trävarubolag med monteringsfärdiga villor 1923. 

## Historia
År 1896 startade fabrikören Emil Johansson ett sågverk på gården Trishult utanför Landsbro i Vetlanda kommun i Småland. Under den allmänna ekonomiska depressionen efter första världskriget drabbades verksamheten av avsättningssvårigheter och 1921 avvecklades företaget.
Två år senare, 1923, återbildades företaget av Emils Johanssons söner som Landsbro Trävaruaktiebolag. Den under 1920-talet växande egnahemsrörelsen gjorde att bröderna valde att satsa på hustillverkning i större skala. Företagets hus kom att marknadsföras med orden "bo i ro i eget bo", vilket kom att förkortas till Boro, och därav fick sedan bolaget namnet Boro.
År 1936 såldes anläggningen i Landsbro av familjen till HSB. Efter att HSB övertagit verksamheten tog bolaget namnet HSB Boro.
HSB drev bolaget fram till 1984 då det förvärvades av Riqumakoncernen med Curt Wrigfors som vd. Under namnet Team Boro expanderade verksamheten kraftigt. Mellan 1984 och 1990 ökade volymen från 1 000 hus till 5 595 och omsättningen från 120 miljoner till 2,5 miljarder. Marknadsandelen ökade under samma tid från 8 till 28 procent.[källa behövs]
Vid finanskrisen 1990 drogs företagets krediter i Götabanken in[källa behövs] och Boro AB försattes i konkurs den 19 november 1991. Borohus togs över av LB Invest, men försattes pånytt i konkurs 1993 och tillgångarna såldes ut. Varunamnet köptes då av Mjöbäcksvillan och senare av Västkuststugan. Huvudkontoret för Borohus idag ligger i Mjöbäck i Västergötland, där man också tillverkar villor och fritidshus. Företaget är även husleverantör för andra typer av bostäder, som radhus, parhus och punkthus.
Borohus tidigare virkesmagasin i Landsbro, byggt 1946-1947, är byggnadsminneförklarat.